# Dobropole (powiat kamieński)
Dobropole (niem. Dobberphul) – wieś w Polsce położona w województwie zachodniopomorskim, w powiecie kamieńskim, w gminie Wolin.
We wsi znajduje się boisko do gry w piłkę nożną wybudowane w 2009 roku, pomnik przyrody i dwa cmentarze niemieckie z czasów II wojny światowej.
Według danych z 1 stycznia 2011 roku wieś liczyła 171 mieszkańców.

## Historia
Po raz pierwszy miejscowość wzmiankowano w 1315 roku (Dubberpol). W 1469 roku należała do Paula von Zastrow ze Strzegowa. W 1509 roku drugi majątek we wsi posiadał Dietrich von Köller. Taki podział wsi między dwa rody utrzymał się do początku XIX wieku. W XVII wieku istniały tam trzy działy majątkowe: majątek A, B i C. Majątki A i C należały do rodziny von Köller, a majątek B do rodu von Zastrow. W 1628 roku majątek we wsi posiadali Karsten von Köller oraz Krug i Wulff von Zastrow. W połowie XVIII wieku właścicielem był Georg Ludwig von Köller. Według listy wasalnej z 1756 roku jako właścicieli majątku z rodu von Köller wymieniono: Zabela Ludwiga, współwłaściciela Dobropola i folwarku Grünhöfe, majora Heinricha Albrechta, współwłaściciela Rekowa, Dobropola i folwarku Grünhöfe, porucznika Ernsta Mathiasa, współwłaściciela Dobropola, porucznika Mathiasa Friedricha, współwłaściciela Dobropola oraz Górek, Rekowa i folwarku Wonnenburg, porucznika Henninga Bogislafa, współwłaściciela Dobropola i Moracza, majora Johanna Ernsta, współwłaściciela Strzegowa, Dobropola, Rarwina i Moracza. Część gruntów we wsi posiadał ród von Enckevort.
W 1777 roku Ernst Matthias von Köller (24.07.1719 – 27.12.1798) otrzymał majątek w spadku po ojcu, tereny po bracie Zabelu Ludwigu oraz część gruntów po rodzinie von Zastrow. Był on żonaty z Dorotheą Augustą von Wedel (†1755) i zbudował dwór, który obecnie jest w ruinie. W 1800 roku właścicielem majątku został kapitan Maximilian Friedrich von Köller, a w 1804 roku posiadał majątki A i C. Majątek B był w rękach Hansa Georga Alexandra Friedricha von Köller. Według spisu wasalnego z 1804 roku, majątek we wsi posiadali również Leopold Carl Heinrich i Friedrich Wilhelm Eggert Henning, którzy mieli też część gruntów w Rarwinie. Część gruntów we wsi posiadał Carl Ferdinand von Pirch.
Do 1828 roku część dóbr należąca wcześniej do rodu von Zastrow należała do Leopolda Heinricha von Plötz z Baszewic, a później do Friedricha Wilhelma Eggarda Henninga von Plötz z Wiejkowa. Majątki te zostały scalone przez Maximiliana Friedricha von Köller. W 1828 roku we dworze mieszkał Ernst Matthias von Köller. Według spisu wasalnego z 1862 roku właścicielem majątku A był niejaki Rechholtz, który wykupił go w 1860 roku. W 1862 roku właścicielem majątku był Ernst Matthias von Köller, a w 1868 roku właścicielem dóbr był jego syn, Georg E.M. von Köller. W połowie XIX wieku majątek był w rękach Maximiliana von Köller, a pod koniec XIX wieku dobra posiadał Ernst von Köller. W 1928 roku właścicielem dóbr był Franz von Köller. W 1910 roku majątek liczył 1169 ha gruntów, w 1928 roku 1201,5 ha, a w 1939 roku 1201 ha. Po 1945 roku był własnością Skarbu Państwa i utworzono na jego terenie PGR. Po 1990 roku majątek przeszedł w ręce prywatne.
Podczas II wojny światowej w lutym 1945 r. przez wieś przeszedł marsz śmierci jeńców alianckich z niemieckiego obozu jenieckiego Stalag XX B.
W latach 1946–1998 miejscowość należała administracyjnie do województwa szczecińskiego.

## Położenie

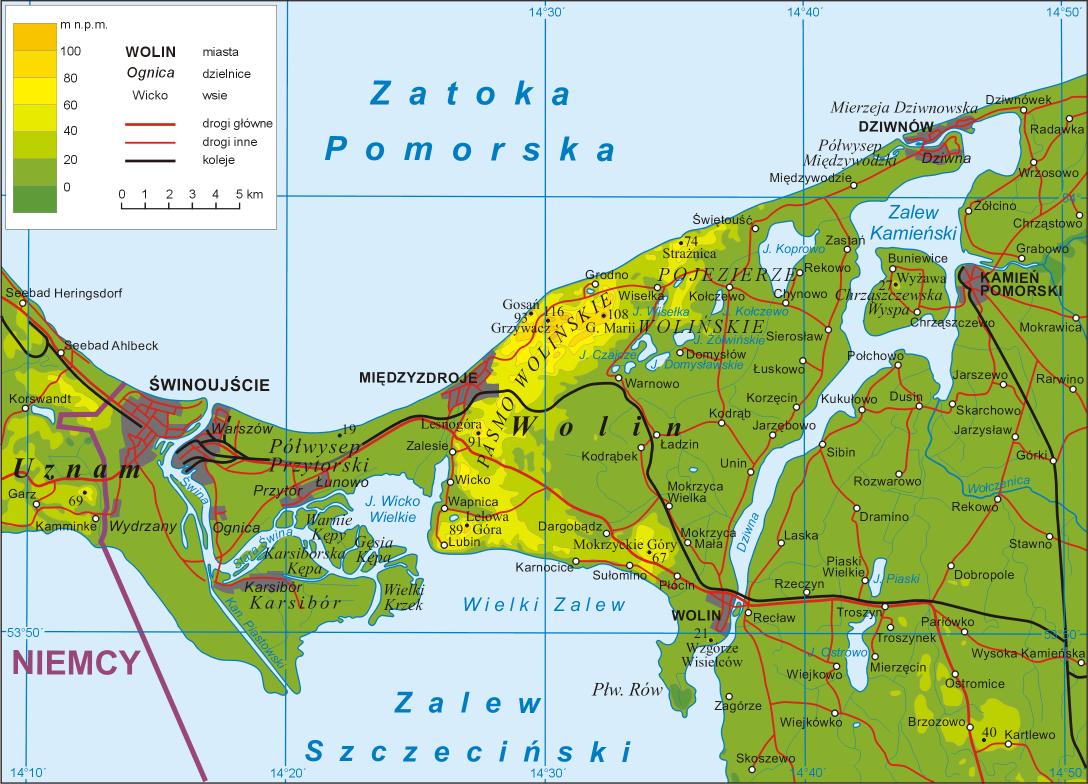
Mapa wyspy Wolin z zaznaczonym Dobropolem

Dobropole położone jest przy drodze wojewódzkiej nr 107 Parłówko – Dziwnówek, 1,7 km od drogi ekspresowej S3 w Parłówku (na południe) oraz około 10 kilometrów od Wolina. Do najbliższej miejscowości na północ, do Rekowa są 4 kilometry. 

## Przyroda
W Dobropolu rośnie 6 okazałych drzew uznanych za pomniki przyrody. Pierwszy jesion wyniosły o obwodzie pnia na pierścienicy równym 320 cm znajduje się na nawsiu przy zachodnim skraju terenu nieczynnego cmentarza przykościelnego (działka nr 71). W południowo-zachodniej części zadrzewionego terenu przylegającego do dawnego zespołu folwarcznego (działka nr 105/1) rośnie buk zwyczajny odmiany czerwonolistnej o obwodzie 520 cm. Na tym samym terenie w pobliżu wschodniego skraju jednego z parkowych zbiorników wodnych rosną dwa jesiony wyniosłe o obwodach 383 cm i 355 cm. Kolejne dwa okazałe dęby szypułkowe o obwodach 402 cm i 392 cm rosną w odległości 25 m na południe od drogi leśnej prowadzącej w kierunku osady Wilcze (działka nr 466).

## Edukacja
Dzieci z Dobropola uczęszczają do szkoły podstawowej w Troszynie.

## Dwór Köllerów
We wsi znajduje się piętrowy dwór zbudowany w 1777 roku przez Ernesta Matthiasa von Köllera, kapitana piechoty armii pruskiej. Jest to budynek zbudowany w duchu baroku, w konstrukcji ryglowej, założony na rzucie prostokąta, w części centralnej piętrowy, przykryty dachem czterospadowym, częściowo podpiwniczony. W drugiej połowie XIX wieku został rozbudowany o dwa boczne parterowe skrzydła. W głównej części znajdowała się szeroka reprezentacyjna sień, a za nią dwuskrzydłowe drzwi, za którymi usytuowana była XVIII-wieczna klatka schodowa prowadząca na pierwsze piętro. Drzwi te wieńczyło pierwotnie nadświetle, które zabezpieczone w porę przez Wojewódzki Urząd Ochrony Zabytków w Szczecinie udało się uratować. Nadświetle z Dobropola jest to ażurowa kompozycja przedstawiająca, w centralnej części, putto – uskrzydlonego aniołka, trzymającego w rękach zwoje liści akantu, w które wplecione są inicjały EMVK, pod którymi kryje się budowniczy i pierwszy właściciel dworu Ernest Matthias von Köller. Po II wojnie światowej w dworze siedzibę znalazło Państwowe Gospodarstwo Rolne.
Od lat 90. XX wieku dwór należy do prywatnego właściciela i od tego czasu popada w całkowitą ruinę. W sąsiedztwie znajduje się zaniedbany park francuski o powierzchni 1,93 ha z XVIII wieku. Obiekt jest dostępny. Zespół dworski został wpisany do rejestru zabytków w 1957 roku.